# Fundación Universitaria del Área Andina
La Fundación Universitaria del Área Andina (o Areandina) es una Institución de Educación Superior IES en Colombia, fundada en 1983 en la ciudad de Bogotá, Cundinamarca. Está integrada por 8 facultades que tienen 85 programas académicos en pregrado y posgrado, ofrecidos en modalidad presencial, virtual y a distancia que comprenden carreras profesionales, programas técnicos, programas tecnológicos, especializaciones y maestrías. 
Su sede principal se encuentra en Bogotá, ciudad en la cual se ubican 20 sub-sedes de la universidad. Esta cuenta además con una seccional en Pereira y otra sede en Valledupar, también cuenta con 39 Centros de Servicio Universitario repartidos a lo largo del país. 
Siete de sus programas cuentan con la Acreditación de Alta Calidad, conferida por el Ministerio de Educación Nacional de Colombia: Instrumentación Quirúrgica (en Pereira), Tecnología en Radiología e imágenes diagnósticas (en Bogotá), Diseño de Modas (en Bogotá), Mercado y publicidad (en Bogotá); Enfermería en (Pereira), e Ingeniería de minas (en Valledupar).
La Fundación Universitaria del Área Andina tiene 40 años de trayectoria académica, busca mejorar la calidad de vida de sus estudiantes desarrollando competencias educativas y humanas, para el perfeccionamiento de la convivencia y supervivencia de la sociedad.

## Reseña histórica
Fue fundada por Pablo Oliveros Marmolejo y Gustavo Eastman Vélez en el año 1983 bajo el nombre “Fundación Tecnológica del Área Andina”, inicia su labor académica con una primera etapa en la ciudad de Bogotá, con programas en el ámbito de Tecnología en Administración de Obras Civiles, Minería y Alimentos. Posteriormente complementa su oferta académica con los programas de Tecnología en Terapia Respiratoria, Dirección de Ventas, Radiología e Imágenes Diagnósticas, Textiles y Modas.
En el año 1993 el Ministerio de Educación Nacional reconoció el carácter académico universitario de la Institución, profundizando y solidificando el enfoque inicial al mejorar de un modo continuo la calidad académica, cambiando su nombre de Fundación Tecnológica a Fundación Universitaria.
En 1994 la institución inicia labores en la ciudad de Pereira y cuatro años más adelante Areandina llega a Valledupar. En el año 2007, se inaugura la sede de Pereira con un edificio inteligente, dotado de última tecnología para toda la comunidad universitaria. En el año 2009 la Institución inaugura su sede propia en la ciudad de Valledupar, obra construida en un predio de más de 8.000 metros cuadrados.
En el 2010 inaugura la modalidad virtual con la oferta del Programa Técnico Profesional en Desarrollo de Software para Dispositivos Móviles. Actualmente Areandina cuenta con 4 programas técnicos, 8 profesionales y 10 posgrados. en la modalidad virtual, apoyados en los 60 Centros de Servicio Universitario (CSU).
En el año 2012 se inauguró la nueva sede universitaria en Bogotá ubicada en el corazón financiero de la ciudad.
La labor de la Institución se ha extendido a más de 290 municipios y 30 departamentos en diversas zonas del país: Pasto, Ibagué, Arauca, Barranquilla, Tunja, Montería, Sincelejo, entre otros. A estos lugares se han llevado programas de formación profesional y posgrado en la estrategia metodológica a distancia.
En el 2015 la Fundación Universitaria del Área Andina hace una transformación en la imagen de la marca, bajo 4 valores institucionales liderazgo, responsabilidad, calidez y excelencia.

### Alianza con laRed Ilumno

Logo Co-branding de Areandina e Ilumno

El año 2012 Areandina tiene una importante transformación social institucional con la que buscó socios y aliados estratégicos como la Red Ilumno, conformada por dieciséis instituciones de educación superior en diez países de Latinoamérica, con una comunidad de 270 mil alumnos, 12 mil docentes y colaboradores y líderes administrativos.
A partir de la alianza con la Red Ilumno, Areandina se ha convertido en un modelo exitoso en la gestión de permanencia estudiantil, para reducir al máximo la deserción de los alumnos.

## Organización

### Gobierno Universitario

Organigrama de la Fundación Universitaria del Área Andina

El Gobierno de la Fundación Universitaria del Área Andina se encuentra encabezado por los siguientes órganos de gobierno y administración:
- Asamblea General: Es el máximo órgano de Gobierno y orientación de la Fundación.[7] Está integrada por un Presidente, un Vicepresidente y siete miembros; cuatro de ellos son miembros permanentes, los cuales representan al fundador, y tres de ellos son miembros designados por miembros permanentes de la Asamblea por un periodo de 2 años, con posibilidad de reelección. El Presidente y el vicepresidente serán elegidos por los miembros de la Asamblea por mayoría de votos por periodos de 2 años.
Las principales funciones de la Asamblea General son: vigilar que los recursos de la Universidad sean empleados correctamente; velar para que la marcha de la Universidad esté acorde con las disposiciones legales y con sus propios estatutos; aprobar reformas a los estatutos e interpretarlos; elegir al Rector y crear dependencias seccionales, —conforme a la ley—.[1]

- Consejo Superior: Es el órgano de dirección académica, administrativa y financiera de la Fundación.[7] Está integrado por el Rector, el Vicerrector Académico, el Vicerrector Administrativo, un Presidente, tres representantes de la Asamblea General y un representante de los profesores. El Presidente será elegido por los miembros del Consejo por un periodo de 2 años, con posibilidad de reelección. El Consejo Superior puede tomar decisiones con mayoría de votos y tiene la potestad de crear otras vicerrectorías, órganos y dependencias que se requieran para el funcionamiento de la institución.
Sus principales funciones son: dirigir la Fundación de acuerdo con las políticas adoptadas por la Asamblea General; darse su propio reglamento; cumplir y garantizar el cumplimiento de las leyes, estatutos y reglamentos de la Universidad; dirigir la política académica, administrativa y financiera de la Fundación; aprobar la creación, modificación, suspensión o supresión de programas académicos y presentar proyectos de reforma de estatutos ante la Asamblea General.[1]

- Consejo Académico: Es el órgano de dirección académica de la Fundación.[7] Está integrado por el Rector —quien lo preside—, el Vicerrector Académico, los Decanos y Directores de los programas académicos, un representante de los profesores y un representante de los estudiantes.
Las principales funciones del Consejo Académico son: definir los programas de investigación, extensión y servicio a la comunidad, establecer los requisitos para el otorgamiento de títulos académicos y establecer el calendario académico para cada periodo.[1]

- Rectoría: El Rector es la primera autoridad ejecutiva de la Fundación y el representante legal de la misma.[2] Es elegido por la Asamblea General por tiempo indefinido. El Rector cumple y hace cumplir las normas legales, estatutarias y reglamentarias vigentes y las determinaciones de la Asamblea General y del Consejo Superior.
Sus principales funciones son: dirigir la Fundación de acuerdo con sus estatutos; autorizar con su firma los títulos académicos que expide la Universidad;  evaluar y controlar el funcionamiento general de la institución; designar y remover los Vicerrectores, el Secretario General, los jefes de unidades académicas y administrativas, y el personal docente y administrativo y realizar las operaciones y celebrar los contratos y convenios para el cumplimiento de los objetivos de la Universidad.[1]

- Vicerrectoría Académica: El Vicerrector Académico es nombrado por el Rector de la Fundación. Sus principales funciones son: planear, dirigir y ejecutar de común acuerdo con el Rector, las políticas y decisiones sobre asuntos académicos, docentes y estudiantiles, coordinar y evaluar las actividades de las unidades académicas y de los diferentes programas de formación, investigación, extensión y servicios y reemplazar al Rector durante sus ausencias temporales.[1]

- Vicerrectoría Administrativa: El Vicerrector Administrativo es nombrado por el Rector de la Fundación. Sus principales funciones son: asesorar al Rector en la administración de la Fundación; elaborar los informes financieros con destino a la Rectoría, controlar los inventarios generales de la institución; custodiar los bienes muebles e inmuebles y valores de la Fundación y dirigir y coordinar las dependencias a su cargo.[1]

### Rectores
Areandina tiene un cuerpo de rectoría especializado para cada ciudad en la que tiene una sede principal:
- José Leonardo Valencia - Rector Nacional y Bogotá
- Gelca Gutiérrez Barranco - Rectora sede Valledupar
- Felipe Baena Botero - Rector sede Pereira

### Áreas Académicas
Actualmente la Institución cuenta con ocho facultades las cuales tienen programas académicos en la modalidad presencial, virtual y distancia, y cuenta además con diversos programas de Educación Continuada y Programas Internacionales con diversas Instituciones de Educación Superior.

#### Carreras Profesionales
| Facultades                                                         | Programas de Pregrado                            | SEDES  | SEDES      | SEDES   | OTRAS MODALIDADES | OTRAS MODALIDADES |
| ------------------------------------------------------------------ | ------------------------------------------------ | ------ | ---------- | ------- | ----------------- | ----------------- |
| Facultades                                                         | Programas de Pregrado                            | Bogotá | Valledupar | Pereira | Virtual           | Distancia         |
| 01. Facultad de Ciencias Administrativas, Económicas y Financieras | 01.1. Administración de Empresas                 | ✔      | ✔          | ✔       | ✔                 |                   |
| 01. Facultad de Ciencias Administrativas, Económicas y Financieras | 01.2. Administración de Mercadeo                 |        |            |         | ✔                 |                   |
| 01. Facultad de Ciencias Administrativas, Económicas y Financieras | 01.3. Administración de Negocios Internacionales |        |            | ✔       |                   |                   |
| 01. Facultad de Ciencias Administrativas, Económicas y Financieras | 01.4. Contaduría Pública                         | ✔      |            | ✔       |                   | ✔                 |
| 01. Facultad de Ciencias Administrativas, Económicas y Financieras | 01.5. Mercadeo y Publicidad                      | ✔      |            | ✔       |                   |                   |
| 01. Facultad de Ciencias Administrativas, Económicas y Financieras | 01.6. Negocios Internacionales                   | ✔      |            | ✔       | ✔                 |                   |
| 01. Facultad de Ciencias Administrativas, Económicas y Financieras | 01.7. Economía                                   |        |            |         | ✔                 |                   |
| 02. Facultad de Ciencias de la Salud y del Deporte                 | 02.1. Enfermería                                 | ✔      |            | ✔       |                   |                   |
| 02. Facultad de Ciencias de la Salud y del Deporte                 | 02.2. Entrenamiento Deportivo                    | ✔      | ✔          | ✔       |                   |                   |
| 02. Facultad de Ciencias de la Salud y del Deporte                 | 02.3. Fisioterapia                               |        |            | ✔       |                   |                   |
| 02. Facultad de Ciencias de la Salud y del Deporte                 | 02.4. Instrumentación Quirúrgica                 | ✔      |            | ✔       |                   |                   |
| 02. Facultad de Ciencias de la Salud y del Deporte                 | 02.5. Medicina                                   |        | ✔          |         |                   |                   |
| 02. Facultad de Ciencias de la Salud y del Deporte                 | 02.6. Odontología                                |        |            | ✔       |                   |                   |
| 02. Facultad de Ciencias de la Salud y del Deporte                 | 02.7. Optometría                                 | ✔      |            | ✔       |                   |                   |
| 02. Facultad de Ciencias de la Salud y del Deporte                 | 02.8. Terapia Respiratoria                       | ✔      |            | ✔       |                   |                   |
| 03. Facultad de Ciencias Sociales y Humanas                        | 03.1. Psicología                                 | ✔      | ✔          | ✔       | ✔                 |                   |
| 03. Facultad de Ciencias Sociales y Humanas                        | 03.2. Trabajo Social                             | ✔      |            |         |                   |                   |
| 03. Facultad de Ciencias Sociales y Humanas                        | 03.3. Sociología                                 | ✔      |            |         |                   |                   |
| 04. Facultad de Derecho                                            | 04.1. Derecho                                    | ✔      | ✔          | ✔       |                   |                   |
| 05. Facultad de Diseño, Comunicación y Bellas Artes                | 05.1. Comunicación Social                        |        | ✔          | ✔       | ✔                 |                   |
| 05. Facultad de Diseño, Comunicación y Bellas Artes                | 05.2. Diseño de Modas                            | ✔      |            |         |                   |                   |
| 05. Facultad de Diseño, Comunicación y Bellas Artes                | 05.3. Diseño Gráfico                             | ✔      | ✔          |         |                   |                   |
| 05. Facultad de Diseño, Comunicación y Bellas Artes                | 05.4. Arquitectura                               |        | ✔          |         |                   |                   |
| 05. Facultad de Diseño, Comunicación y Bellas Artes                | 05.5. Profesional en Gastronomía y Culinaria     | ✔      |            |         |                   |                   |
| 06. Facultad de Educación                                          | 06.1. Licenciatura en Ciencias Sociales          |        |            |         | ✔                 |                   |
| 06. Facultad de Educación                                          | 06.2. Licenciatura en Educación Infantil         | ✔      | ✔          |         |                   | ✔                 |
| 07. Facultad de Ingenierías y Ciencias Básicas                     | 07.1. Ingeniería Ambiental                       |        | ✔          |         |                   |                   |
| 07. Facultad de Ingenierías y Ciencias Básicas                     | 07.2. Ingeniería Civil                           |        | ✔          |         |                   |                   |
| 07. Facultad de Ingenierías y Ciencias Básicas                     | 07.3. Ingeniería de Minas                        | ✔      | ✔          |         |                   |                   |
| 07. Facultad de Ingenierías y Ciencias Básicas                     | 07.4. Ingeniería de Sistemas                     |        |            |         | ✔                 |                   |
| 07. Facultad de Ingenierías y Ciencias Básicas                     | 07.5. Ingeniería Industrial                      |        | ✔          |         |                   | ✔                 |
| 07. Facultad de Ingenierías y Ciencias Básicas                     | 07.6. Ingeniería Geológica                       |        | ✔          |         |                   |                   |
| 07. Facultad de Ingenierías y Ciencias Básicas                     | 07.6. Ingeniería Biomédica                       | ✔      |            |         |                   |                   |

#### Especializaciones
| Facultades                                                         | Programas de Posgrado                                                                 | SEDES  | SEDES      | SEDES   | OTRAS MODALIDADES | OTRAS MODALIDADES |
| ------------------------------------------------------------------ | ------------------------------------------------------------------------------------- | ------ | ---------- | ------- | ----------------- | ----------------- |
| Facultades                                                         | Programas de Posgrado                                                                 | Bogotá | Valledupar | Pereira | Virtual           | Distancia         |
| 01. Facultad de Ciencias Administrativas, Económicas y Financieras | 01.1. Especialización en Revisoría Fiscal y Auditoría Forense                         |        |            |         | ✔                 |                   |
| 01. Facultad de Ciencias Administrativas, Económicas y Financieras | 01.2. Especialización en Alta Gerencia                                                | ✔      |            |         | ✔                 |                   |
| 01. Facultad de Ciencias Administrativas, Económicas y Financieras | 01.3. Especialización en Gerencia Financiera                                          | ✔      |            |         | ✔                 |                   |
| 02. Facultad de Ciencias de la Salud y del Deporte                 | 02.1. Especialización en Auditoría en Salud                                           | ✔      |            | ✔       | ✔                 |                   |
| 02. Facultad de Ciencias de la Salud y del Deporte                 | 02.2. Especialización en Epidemiología                                                | ✔      |            |         |                   |                   |
| 02. Facultad de Ciencias de la Salud y del Deporte                 | 02.3. Especialización en Gerencia de Instituciones de Salud                           | ✔      |            |         |                   |                   |
| 02. Facultad de Ciencias de la Salud y del Deporte                 | 02.4. Especialización en Gerencia en Seguridad y Salud en el Trabajo                  |        |            | ✔       | ✔                 |                   |
| 02. Facultad de Ciencias de la Salud y del Deporte                 | 02.5. Maestría en Epidemiología                                                       |        |            |         | ✔                 |                   |
| 02. Facultad de Ciencias de la Salud y del Deporte                 | 02.6. Maestría en Salud Pública y Desarrollo Social                                   | ✔      |            |         |                   |                   |
| 04. Facultad de Derecho                                            | 04.1. Especialización en Contratación Pública                                         |        | ✔          | ✔       |                   |                   |
| 04. Facultad de Derecho                                            | 04.2. Especialización en Derecho Administrativo y Constitucional                      |        |            | ✔       |                   |                   |
| 04. Facultad de Derecho                                            | 04.3. Especialización en Derechos de Autor, Propiedad Industrial y Nuevas Tecnologías |        |            |         | ✔                 |                   |
| 06. Facultad de Educación                                          | 06.1. Especialización en Gestión Ambiental                                            |        |            |         | ✔                 |                   |
| 06. Facultad de Educación                                          | 06.2. Especialización en Informática Educativa                                        |        |            |         | ✔                 |                   |
| 06. Facultad de Educación                                          | 06.3. Especialización en Pedagogía y Docencia                                         |        |            |         | ✔                 |                   |
| 07. Facultad de Ingenierías y Ciencias Básicas                     | 07.1. Maestría en Gestión Ambiental                                                   |        | ✔          |         |                   |                   |

#### Programas Técnicos y Tecnológicos
| Facultades                                                         | Programas Técnicos y Tecnológicos                               | SEDES  | SEDES      | SEDES   | OTRAS MODALIDADES | OTRAS MODALIDADES |
| ------------------------------------------------------------------ | --------------------------------------------------------------- | ------ | ---------- | ------- | ----------------- | ----------------- |
| Facultades                                                         | Programas Técnicos y Tecnológicos                               | Bogotá | Valledupar | Pereira | Virtual           | Distancia         |
| 01. Facultad de Ciencias Administrativas, Económicas y Financieras | 01.1. Tecnología en Gestión de Calidad                          |        |            |         | ✔                 |                   |
| 01. Facultad de Ciencias Administrativas, Económicas y Financieras | 01.2. Tecnología en Gestión de Logística Internacional          |        |            |         | ✔                 |                   |
| 01. Facultad de Ciencias Administrativas, Económicas y Financieras | 01.3. Tecnología en Gestión del Talento Humano                  |        |            |         | ✔                 |                   |
| 01. Facultad de Ciencias Administrativas, Económicas y Financieras | 01.4. Tecnología en Gestión de Mercadeo y Publicidad            |        | ✔          |         |                   |                   |
| 02. Facultad de Ciencias de la Salud y del Deporte                 | 02.1. Tecnología en Radiología e Imágenes Diagnósticas          |        |            | ✔       |                   |                   |
| 02. Facultad de Ciencias de la Salud y del Deporte                 | 02.2. Técnico Laboral en Auxiliar en Enfermería                 | ✔      |            | ✔       |                   |                   |
| 05. Facultad de Diseño, Comunicación y Bellas Artes                | 05.1. Tecnología en Animación y Posproducción Audiovisual       | ✔      |            | ✔       |                   |                   |
| 05. Facultad de Diseño, Comunicación y Bellas Artes                | 05.2. Técnico Laboral por Competencias en Cocina                | ✔      |            |         |                   |                   |
| 08. Facultad de Ciencias Agrícolas y Pecuarias                     | 08.1. Técnico Profesional en Producción de Ganadería Sostenible |        |            |         | ✔                 |                   |
| 08. Facultad de Ciencias Agrícolas y Pecuarias                     | 08.2. Tecnología en Producción de Ganadería Sostenible          |        |            |         | ✔                 |                   |

## Sedes

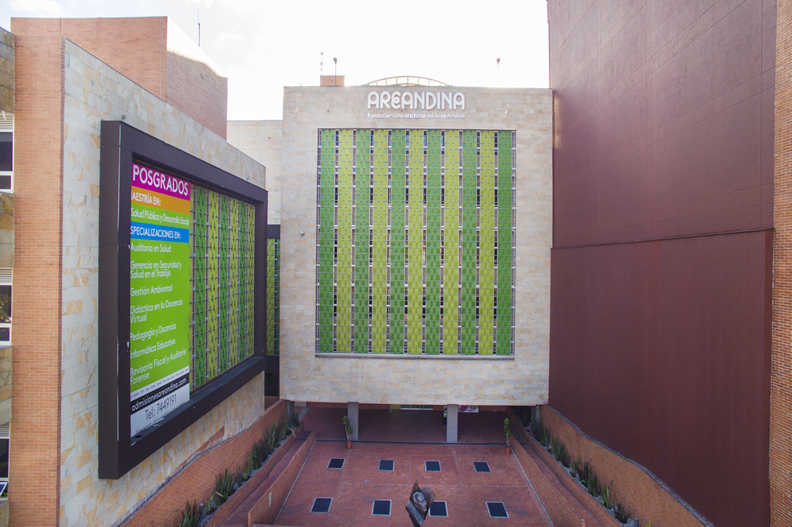
Entrada del edificio principal de Areandina sede Bogotá, unidad académica.

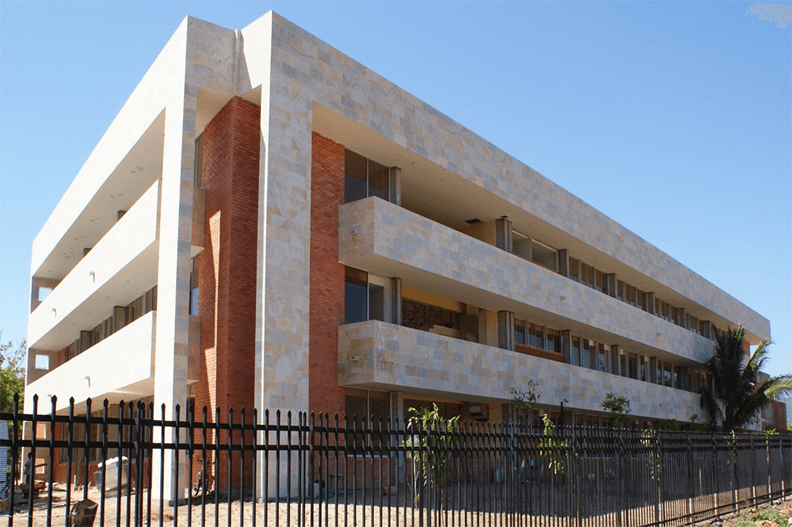
Vista superior del edificio de Areandina sede Valledupar.

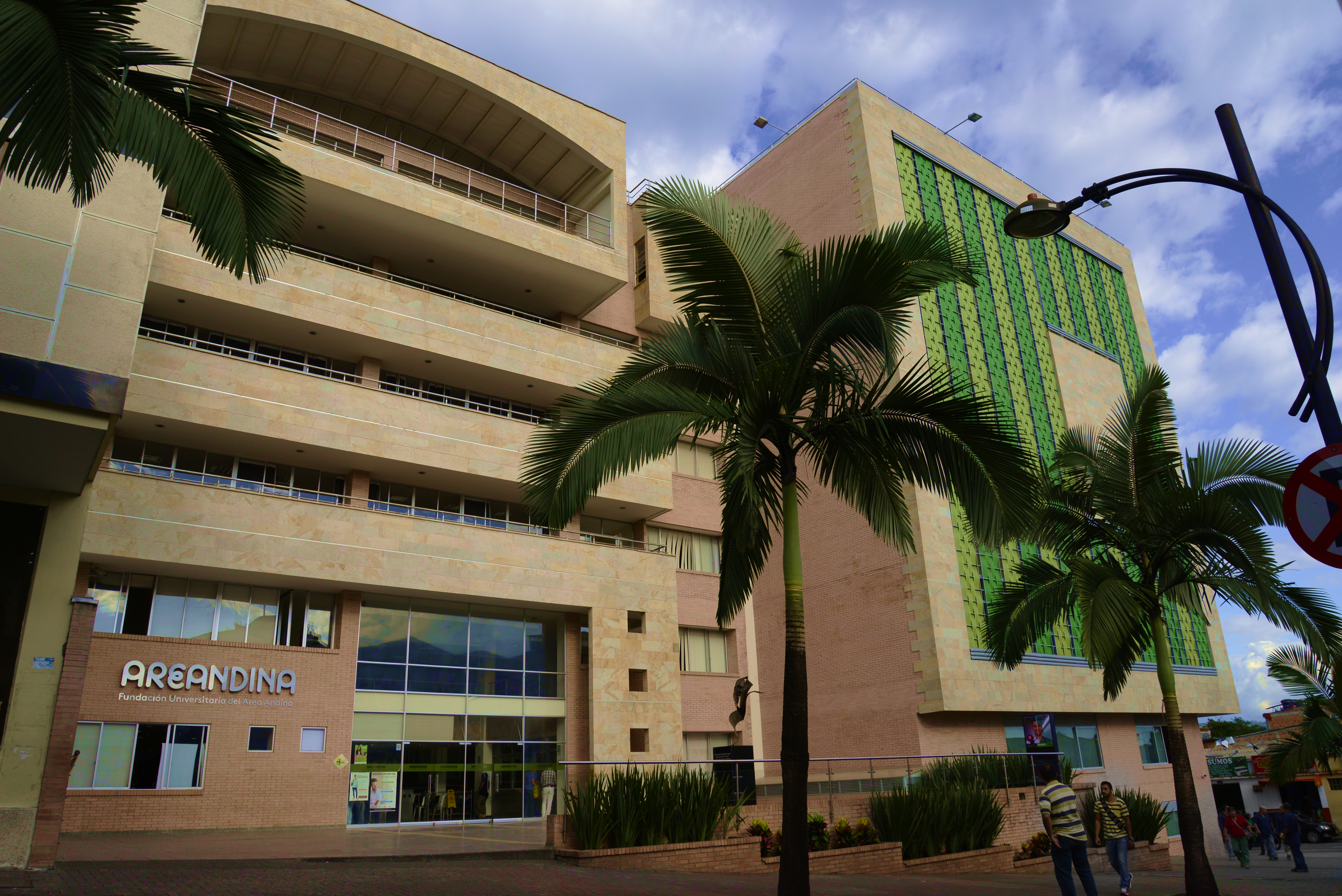
Vista completa del edificio principal de Areandina sede Pereira.

Areandina cuenta con dos sedes: Bogotá y Valledupar y una seccional en Pereira.

### Bogotá
Cuenta con un 20 sub-sedes ubicadas en:
| Sede | Dirección                   |
| ---- | --------------------------- |
| A    | Carrera 14a n.º 70a - 34    |
| B    | Carrera 14a n.º 70a – 23/17 |
| C    | Carrera 14a n.º 69 – 35     |
| D    | Calle 71 n.º 13 – 21        |
| E    | Calle 52 n.º 16-56          |
| F    | Calle 68 n.º 14a -60        |
| G    | Calle 71 n.º 11 – 14        |
| H    | Carrera 14a n.º 71 – 19     |
| I    | Carrera 14a n.º 68 – 95     |
| J    | Carrera 14a n.º 70a – 31    |
| L    | Calle 71 n.º 14a – 10       |
| M    | Carrera 12 n.º 71 – 62      |
| N    | Carrera 11a n.º 73 – 28     |
| O    | Carrera 11a n.º 73 – 32     |
| P    | Calle 73 n.º 11 – 60        |
| Q    | Calle 72 n.º 11 - 35        |
| R    | Calle 72 n.º 11 - 41        |
| S    | Calle 65 n.º 17 - 94        |
| T    | Carrera 14A n.º 68 - 26     |
| U    | Calle 70 n.º 12 - 39        |

En la Sede Bogotá se encuentran inscritos 26 622 estudiantes (2020), de los cuales 18 451 cursan programas de pregrado, 5 763 de posgrado y 2 408 cursan programas técnicos y tecnológicos. Esta sede cuenta con un cuerpo académico de 814 profesores.

### Valledupar
La Fundación Universitaria del Área Andina, a través de su sede en Valledupar, ha desarrollado estrategias, eventos y actividades para fortalecer el posicionamiento local y regional de la universidad con el objetivo de contribuir al desarrollo integral de la región, las personas y el sector empresarial, de igual manera busca ofrecer la más alta calidad en los procesos de aprendizaje individuales y organizacionales apoyándose en la cooperación universitaria y las alianzas interinstitucionales.
Areandina es la Institución de Educación Superior privada con mayor cobertura de estudiantes en los departamentos del Cesar y La Guajira, y a través de la formación de alianzas estratégicas con distintas agremiaciones económicas y productivas en la Región Caribe colombiana ha impactado los índices de competitividad y ha contribuido al desarrollo de la región. Areandina busca mejorar los índices de empleo, competitividad, innovación y desarrollo socioeconómico formando ciudadanos ejemplares y excelentes profesionales en programas pertinentes a la realidad y las necesidades de la región.
En la Sede Valledupar se encuentran inscritos 3 834 estudiantes (2020), de los cuales 3 716 cursan programas de pregrado y 118 de posgrado. Esta sede cuenta con un cuerpo académico de 200 profesores
La sede está ubicada en la Transversal 22 Bis No. 4 -105.

#### Historia
La idea de construir una sede de Areandina en Valledupar se comenzó a gestar en 1994, como respuesta a la solicitud de un grupo de egresados de la Institución, quienes veían la oportunidad de llevar programas académicos de alta calidad a la población de la ciudad, finalmente fue fundada la sede en 1998 y su edificio actual fue finalizado en el 2009, construido en un predio de más de 8.000 m² ubicado en la zona de mayor crecimiento de la ciudad, el cual cuenta con modernas dotaciones que permiten dar respuesta a las necesidades de formación académica en esa zona del país y en donde se han desarrollado las actividades de la sede desde 2010.
El 20 de septiembre de 2018 se inició la construcción de un nuevo edificio, la cual culminó el 13 de marzo de 2020.
En 2001 se iniciaron las primeras actividades académicas con cinco grupos y cerca de cien estudiantes. 
En 2008 se obtuvo el registro calificado (RC) Especialización en Minería a Cielo abierto por 5 años, en 2011 se amplió la oferta académica de la sede con los programas de Ingeniería de Minas, Ingeniería Geológica e Ingeniería Civil y se obtuvo el RC para los programas de Ingeniería Civil, Diseño Gráfico y Psicología. 
En 2013 se renovó el RC de Ingeniería de Minas y se le otorgó la Acreditación en alta calidad por parte del Ministerio de Educación Nacional, convirtiéndose así en la única IES en el Cesar en ofertar el programa de Ingeniería de Minas acreditado. 
En 2015 se obtuvo el RC para el programa de Administración de Empresas y ese mismo año empezó la preparación para el proceso acreditación institucional. 
En 2017 se renovó el RC de Derecho y se recibió el aval del Consejo Nacional de Acreditación (CNA) para iniciar el proceso de autoevaluación con fines de acreditación. 
En 2018 se renovaron los RC de los programas de Ingeniería Civil, Ingeniería Geológica, Ingeniería de Minas, Derecho y Diseño Gráfico, se obtuvo el RC para Ingeniería Ambiental, se inició el proceso de acreditación de los programas acreditables y se organizó la primera sesión de la ACOFI en la sede. 
En 2019 se renovó el RC de Psicología y se obtuvieron los RC para los programas de Maestría en Gestión Ambiental y Licenciatura en Educación Infantil.

#### Infraestructura
El nuevo edificio de la sede Valledupar es inteligente, bioclimático y sostenible, cuenta con internet de fibra óptica, es el segundo edificio de carácter educativo con la plataforma Huawei en el país y está pensado para el desarrollo de importantes actividades investigativas, académicas y culturales. Fue construido para ampliar la cobertura en materia de educación en el departamento del Cesar, esto en respuesta al déficit de la oferta educativa de instituciones de educación superior en la Región Caribe Colombiana frente al promedio nacional y para afrontar los nuevos retos y desafíos que trae consigo la Cuarta Revolución Industrial. El edificio abarca más de 13.500 m² de área construida, incluyendo jardines, está compuesto por 7 pisos, los cuales están dotados con modernas aulas educativas y zonas de bienestar universitario. Cuenta con un auditorio mayor de alta tecnología inspirado en la cultura vallenata, el cual tiene capacidad para 650 personas; una biblioteca; zona de parqueadero; un área de atención al público y servicio al estudiante; un consultorio jurídico; simuladores de medicina, los cuales simulan la sala de urgencias de un hospital; 3 laboratorios de Idiomas, Medicina y de Ciencias Básicas; emisora; salas múltiples; sala de streaming;  un "área temática Nabusimake"  y vitrinas en la azotea en las cuales los estudiantes podrán exhibir algunos trabajos y proyectos. El edificio cuenta además con paneles solares y un sistema de recolección y reutilización de aguas lluvias y aguas residuales, lo cual lo posiciona a la vanguardia en lo referente a sostenibilidad ambiental.
El nuevo edificio se encuentra dividido de la siguiente manera:
- 1º piso: Lobby de acceso al campus y zona de parqueadero.
- 2º piso: Áreas para profesores, de atención a público, cafetería y aulas.
- 3º piso: Aulas, biblioteca y oficinas.
- 4º piso: Espacios de aulas y simuladores de medicina.
- 5º piso: Aulas y zonas de bienestar universitario.
- 6º piso: Aulas, salas múltiples y el auditorio mayor.
- 7º piso: Rectoría de la sede.

#### Relaciones y alianzas
La sede de Areandina en Valledupar ha liderado y ejecutado numerosos proyectos en colaboración con distintas organizaciones, algunos proyectos destacables surgidos a partir de estas alianzas son los siguientes:
- Convivencia y Cultura Ciudadana, en asocio con la Alcaldía de Valledupar (2016-2018)

- Medición del impacto socioeconómico del Festival de la Leyenda Vallenata

- Presidencia y Secretaría Técnica del Comité de Seguimiento a la Regalías de Carbón y Petróleo (CSIR) - Cesar

- Energía solar para la Urbanización Lorenzo Morales, junto con la Alcaldía de Valledupar, la Financiera del Desarrollo Territorial (FINDETER), la Agencia de los Estados Unidos para el Desarrollo Internacional (USAID), y el Programa Desarrollo Resiliente Bajo en Carbono (LCRD).

- Proyectos de cooperación internacional con FONTAGRO

- Convenios y proyectos de cooperación con empresas mineras, tales como Drummond Ltd., SLOANE, PRODECO, Cerrejón, entre otras.

### Pereira
La sede se ubica en la Calle 24 n.º 8-55, fue fundada en 1994 y su edificio actual fue construido en el 2007.
En la Sede Pereira se encuentran inscritos 5 202 estudiantes (2020), de los cuales 4 699 cursan programas de pregrado, 192 de posgrado y 311 cursan programas técnicos y tecnológicos. Esta sede cuenta con un cuerpo académico de 358 profesores.
La Fundación Universitaria del Área Andina cuenta además con diversos programas de Educación Continuada y Programas Internacionales con diversas Instituciones de Educación Superior.

## Biblioteca
Areandina cuenta con dos Bibliotecas: en Bogotá Biblioteca Gustavo Eastman y en Pereira, Otto Morales Benítez.
Las Bibliotecas cuentan con diversos recursos bibliográficos entre ellos cuatro colecciones: general, referencia, reserva y audiovisual y electrónica; dispone además de bases de datos especializadas, biblioteca digital y portal de revistas.
Presta los servicios de Préstamo inter-bibliotecario, referencia, préstamo externo, consulta en sala, renovación de material y formación de usuarios.

## Investigación
La institución cuenta con 17 grupos categorizados de investigación en Bogotá, 9 en Pereira y 6 en Valledupar.
Areandina cuenta con un proyecto de publicaciones digitales gestionadas, administradas y publicadas bajo la plataforma OJS Open Journal Systems, además de la biblioteca digital de la Institución, con el Comité de Ética en investigación institucional, constituido en el órgano colegiado asesor, de aval ético y de autorregulación de las investigaciones biológicas, sociales y biomédicas que se realicen en la institución.

## Internacionalización
La Internacionalización en la Fundación Universitaria del Área Andina es concebida como un proceso cultural, integral, estratégico, dinámico y permanente que, a partir de la política de relaciones externas, se encamina a involucrar la dimensión internacional e intercultural en todos los aspectos de la vida institucional, en especial en su función misional de formación, extensión e investigación, de tal forma que la comunidad Areandina se incorpore efectivamente y con calidad en las dinámicas de un mundo globalizado.
En este sentido, la internacionalización se constituye en  una herramienta fundamental para el fortalecimiento de la calidad académica, generando acciones estratégicas que contribuyen a la formación de profesionales globalmente competitivos, capaces de dar solución a problemáticas locales desde perspectivas internacionales.  Este proceso es liderado por la Dirección Nacional de Relaciones Internacionales, unidad académico-administrativa adscrita a la Vicerrectoría Académica, que brinda apoyo y asesoría permanente a los programas académicos y la comunidad en general para el cumplimiento de los objetivos.
En coherencia con esta premisa, la Institución incluyó la internacionalización como imperativo estratégico en su "Plan de Desarrollo Estratégico 2016- 2020", generando de esta manera un ecosistema propicio para el diseño e implementación de proyectos y actividades favorables para el proceso de internacionalización tanto a nivel de programas como institucional.
Como parte del proceso de fortalecimiento de las relaciones externas e internacionalización durante los últimos años, la Fundación Universitaria del Área Andina ha dinamizado y fortalecido sus relaciones de cooperación académica e interinstitucional, ampliando su radio de acción a través de la suscripción de acuerdos, alianzas y convenios de cooperación y colaboración con instituciones de educación superior, organismos gubernamentales y no gubernamentales, nacionales e internacionales, lo que hoy nos permite contar con un gran número de aliados estratégicos para el desarrollo de la misión institucional, asegurando un mayor impacto de las acciones relacionadas.

### Convenios
Mundial:
- AIESEC
- Comisión Interamericana de Derechos Humanos
- Secretaría General de la Organización de los Estados Americanos

América del Norte:
- Universidad del Verbo Encarnado
- Benemérita Universidad Autónoma de Puebla
- Instituto Politécnico Nacional
- Instituto Tecnológico de Sonora
- Universidad Autónoma de Aguascalientes
- Universidad Autónoma de Baja California
- Universidad Autónoma de Querétaro
- Universidad Autónoma de San Luis Potosí
- Universidad Autónoma de Sinaloa
- Universidad Cuauhtémoc
- Universidad de Guadalajara
- Universidad del Caribe
- Universidad Intercontinental
- Universidad La Salle (Cancún)
- Universidad Madero
- Universidad Michoacana de San Nicolás de Hidalgo
- Universidad Tecnológica de Tulancingo
- Universidad Tecnológica Minera de Zimapán
- Universidad Veracruzana
- Universidad Continente Americano
- Instituto Superior Minero Metalúrgico de Moa

América Central:
- Universidad Santa Paula

América del Sur:
- Universidad Autónoma de Entre Ríos
- Universidad Empresarial Siglo 21
- Universidad Kennedy
- Universidad Nacional Arturo Jauretche
- Universidad Nacional de la Rioja
- Universidad Nacional de Quilmes
- Universidad Nacional de Villa María
- Fundación H.A. Barceló
- Universidad Federal de Juiz de Fora
- Centro Universitario Jorge Amado
- Universidad Metodista de São Paulo
- Universidad Federal de Viçosa
- Universidad Federal del Estado de Río de Janeiro
- Universidad Federal Fluminense
- Universidad Veiga de Almeida
- Centro Universitario Barón de Mauá
- Instituto Profesional Duoc
- Universidad Autónoma de Chile
- Universidad de Tarapacá
- Universidad de Viña del Mar
- Universidad de Cuenca
- Universidad Metropolitana del Ecuador
- Universidad Técnica de Manabí
- Universidad Técnica Particular de Loja
- Instituto Chio Lecca Fashion School
- Universidad Católica de Santa María
- Universidad Continental
- Universidad Nacional de Ingeniería
- Universidad Nacional del Centro del Perú
- Universidad Nacional Mayor de San Marcos
- Universidad Ricardo Palma
- Universidad San Ignacio de Loyola
- Universidad Señor de Sipán

Asia:
- Universidad de Sharda
- Universidad Altınbaş
- Universidad de Zonguldak Bülent Ecevit

Europa:
- Fachhochschule Furtwangen
- IMF International Business School
- Universidad de Huelva
- Universidad de La Coruña
- Universidad de León
- Universidad de Oviedo
- Universidad de Salamanca
- Universidad de Zaragoza
- Asociación Instituto Biodonostia
- École supérieure de commerce et développement 3A
- Universidad de Padua
- Universidad Tecnológica de Poznań

## Personas destacadas
| Nombre               | Vínculo                                                 | Destacó como                                                               |
| -------------------- | ------------------------------------------------------- | -------------------------------------------------------------------------- |
| Diego Molano Vega    | Presidente de la Asamblea General y el Consejo Superior | Ministro de Tecnologías de la Información y las Comunicaciones de Colombia |
| Cecilia Baena        | Egresada de Administración de Empresas                  | Campeona Mundial de Patinaje                                               |
| Andrés Felipe Muñoz  | Egresado de Administración de Empresas                  | Multiple Campeón de Patinaje                                               |
| Julio César González | Egresado de Mercadeo y Publicidad                       | Caricaturista                                                              |
| Nelson Flórez        | Egresado de Entrenamiento Deportivo                     | Futbolista y Entrenador                                                    |